# Molophilus (Molophilus) spinifex
Molophilus (Molophilus) spinifex is een tweevleugelige uit de familie steltmuggen (Limoniidae). De soort komt voor in het Oriëntaals gebied.